# Киркилс, Габриэлс
Габриэлс Киркилс (латыш. Gabriels Kirkils; род. 24 мая 2001, Рига) — латвийский футболист, защитник клуба «Ливон ППК».

## Карьера

### «Метта»
Начинал заниматься футболом в академии клуба «Сконто». В 2013 году футболист перешёл в рижский клуб МЕТТА/ЛУ, где продолжил выступать на юношеском и молодёжном уровнях. В 2019 году футболист впервые стал подтягиваться к матчам с основной командой клуба, однако продолжал выступать за молодёжную команду. В начале сезона 2020 года футболист стал подтягиваться к матчам с основной командой клуба. Дебютировал за клуб футболист 26 июля 2020 года в матчепротив юрмальского «Спартака», выйдя на замену на 60 минуте матча. Футболист быстро смог закрепиться в основной команде клуба, став одним из основных игроков. По итогу дебютного сезона футболист вместе с клубом завершил чемпионат на итоговом предпоследнем месте, сохранив прописку в Высшей лиге без переходных матчей, которые были отменены.
Новый сезон 2021 года футболист начинал на скамейке запасных, чередуя матчи в стартовом составе и со скамейки запасных. Дебютный гол за клуб футболист забил 13 июля 2021 года в матче против клуба «Ноа Юрмала». Полноценно закрепиться в основной команде клуба у футболиста получилось в следующем сезоне 2022 года, на протяжении которого выступал в роли ключевого игрока, также отличившись 2 результативными передачами. Вместе с клубом футболист завершил сезон на итоговом предпоследнем месте, отправившись в стыковые матчи, где победили клуб «Гробиня» и сохранили прописку в Высшей лиге. В следующем сезона 2023 года футболист также продолжил выступать за клуб на ведущих ролях, однако снова завершили чемпионат на итоговом предпоследнем месте, снова отправившись выступать в переходных матчах, на этот раз в которых победили клуб «Скансте». В январе 2024 года футболист покинул клуб, расторгнув контракт по соглашению сторон.

### «Ливон ППК»
В начале 2024 года футболист на правах свободного агента присоединился к латвийскому клубу «Ливон ППК». Дебютировал за клуб футболист 7 апреля 2024 года в матче против клуба «Олайне», выйдя на поле в стартовом составе. Дебютным забитым голом за клуб футболист отличился 15 июня 2024 года в матче против клуба «Резекне». Футболист сразу же смог закрепиться в основной команде латвийского клуба, на протяжении своего дебютного сезона выступая в роли одного из ключевых игроков.

## Международная карьера
В 2017 году вызывался в юношескую сборную Латвии по футболу до 17 лет. В октябре 2017 года отправился вместе со сборной на квалификационные матчи на юношеский чемпионат Европы до 17 лет. В 2018 году был вызван в юношескую сборную Латвии до 18 лет для участия в товарищеских матчах со сверстниками из Исландии. В 2019 году был вызван в юношескую сборную Латвии по футболу до 19 лет. В октябре 2019 года помог сборной квалифицироваться на основной этап юношеского чемпионата Европы до 19 лет, который позже был отменен из-за пандемии COVID-19.